# Cristina (Badajoz)
Pour les articles homonymes, voir Cristina.
Cristina est une commune d’Espagne, dans la province de Badajoz, communauté autonome d'Estrémadure.